# Ennordres
Ennordres ist eine französische Gemeinde mit 206 Einwohnern (Stand: 1. Januar 2022) im Département Cher in der Region Centre-Val de Loire; sie gehört zum Arrondissement Vierzon und zum Kanton Aubigny-sur-Nère. 

## Geographie
Ennordres liegt etwa 29 Kilometer nördlich von Bourges. Umgeben wird Ennordres von den Nachbargemeinden Aubigny-sur-Nère im Norden, Oizon im Nordosten und Osten, Ivoy-le-Pré im Südosten, La Chapelle-d’Angillon im Süden, Presly im Südwesten und Westen, Ménétréol-sur-Sauldre im Westen sowie Sainte-Montaine im Nordwesten.

## Bevölkerungsentwicklung
| Jahr                       | 1962 | 1968 | 1975 | 1982 | 1990 | 1999 | 2006 | 2019 |
| Einwohner                  | 482  | 396  | 307  | 589  | 242  | 249  | 226  | 212  |
| Quellen: Cassini und INSEE |      |      |      |      |      |      |      |      |

## Sehenswürdigkeiten
- Kirche Saint-Martin aus dem 12. Jahrhundert, seit 1921 Monument historique (siehe auch: Liste der Monuments historiques in Ennordres)
- Kapelle Saint-Georges aus dem 13. Jahrhundert
- Schloss Echeneau aus dem 17. Jahrhundert
- Schloss La Motte  aus dem 17. Jahrhundert
- Schloss La Brossette aus dem 18. Jahrhundert

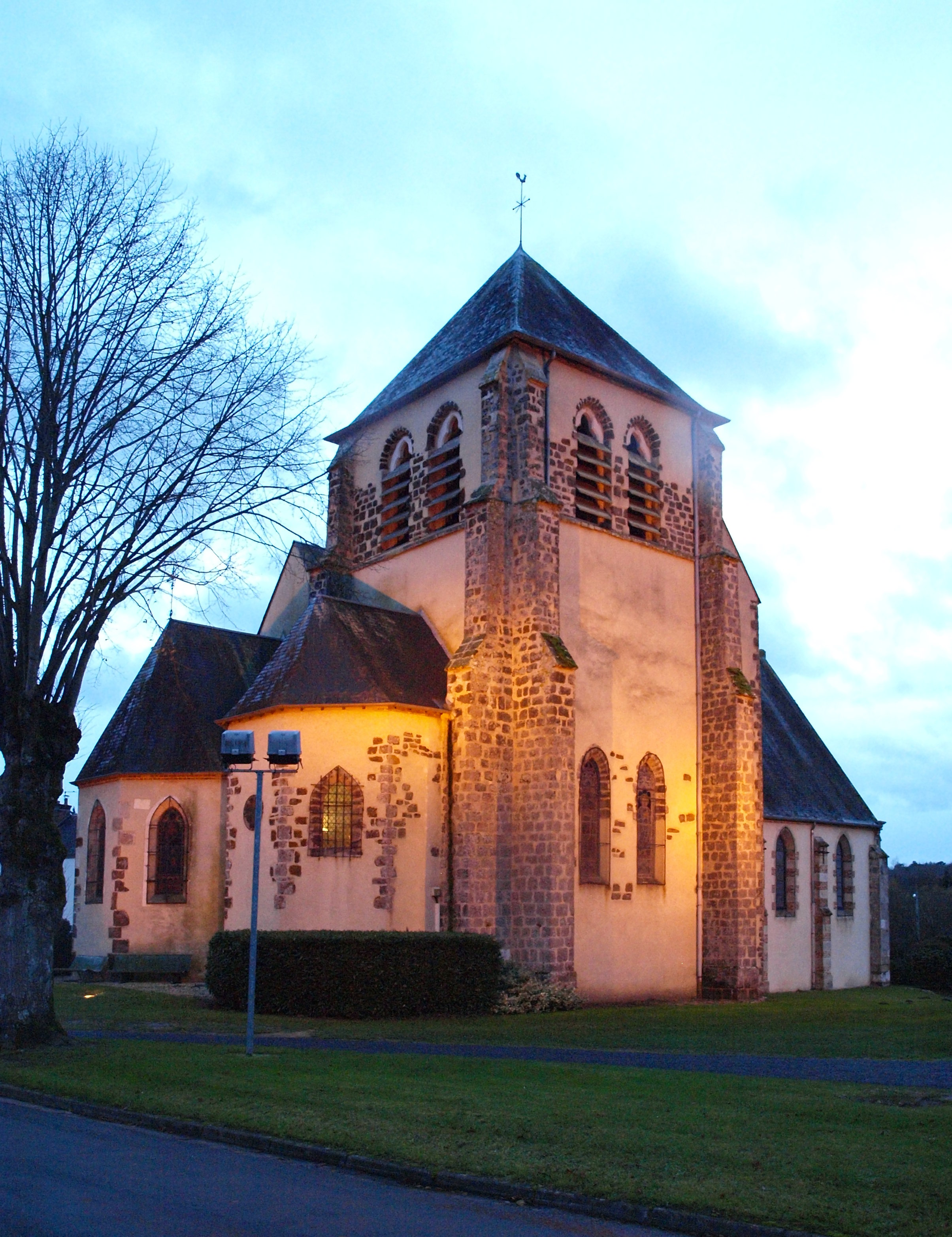
Kirche Saint-Martin